# 中共东平县工委诞生地
中共东平县工委诞生地，是位于中国山东省泰安市东平县州城街道桂井子村的中国共产党革命旧址，2018年入选泰安市第五批文物保护单位。
该文保所在地为中共东平县工委（今中共东平县委）诞生地、万里故居，目前为东平县党史教育基地。